# Nathalie Arthaudová

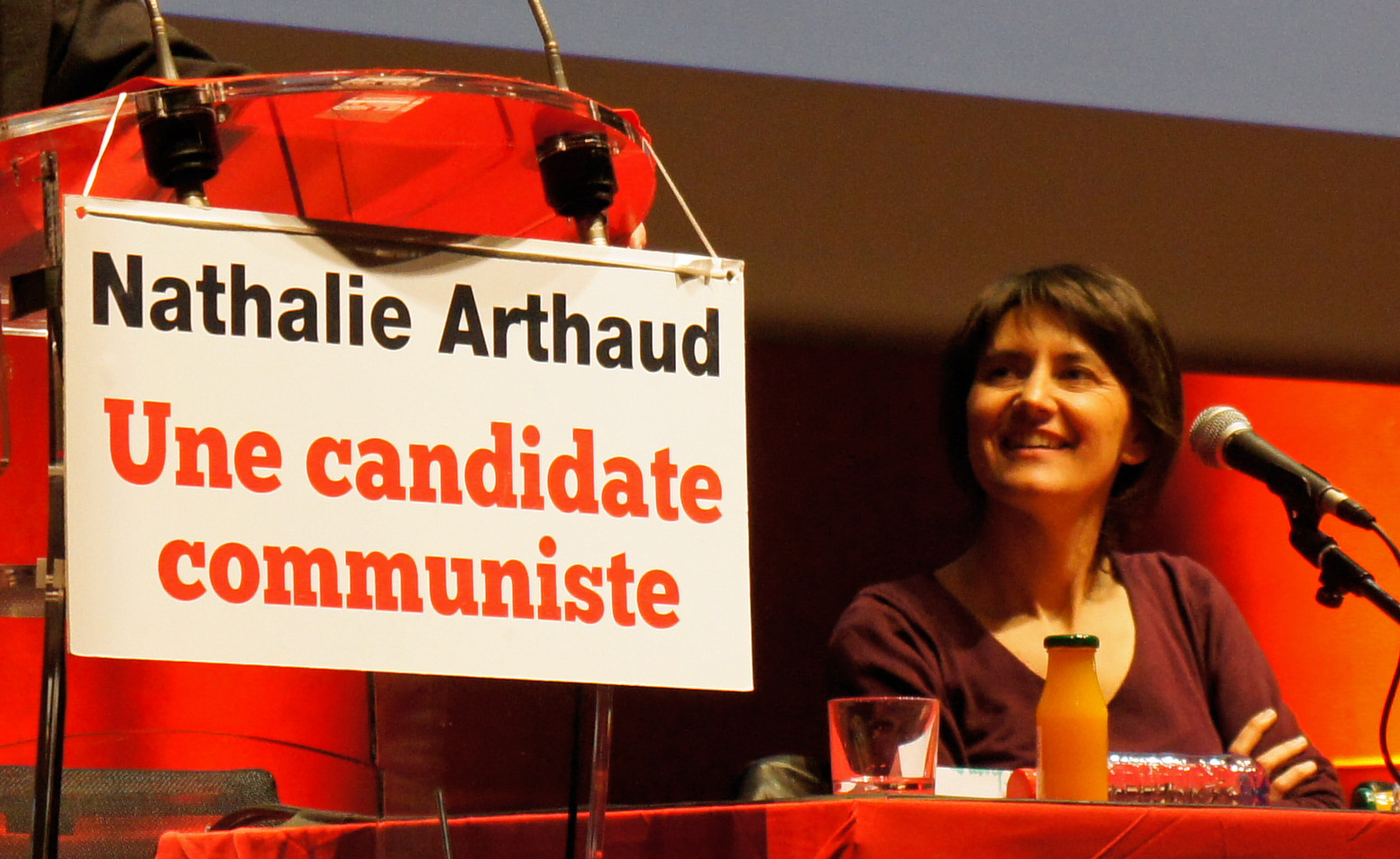
Nathalie Arthaudová při kampani k volbám 2012

Nathalie Arthaudová (nepřechýleně Arthaud; * 23. února 1970 Peyrins, Drôme) je francouzská krajně levicová politička hlásící se k trockismu. Od roku 2008 je mluvčí strany Dělnický boj (francouzsky Lutte ouvrière; strana nemá funkci předsedy), do které vstoupila ve svých osmnácti letech, roku 1988. V letech 2008–2014 zasedala v zastupitelstvu lyonské metropolitní obce Vaulx-en-Velin. Kandidovala ve volbách prezidenta Francie 2012, ale nebyla zvolena (obdržela 0,56 % hlasů). Ve volbách 2017 svůj pokus opakovala, ale s 0,64 % nebyla ani tentokrát úspěšná. Ve volbách 2022 se o post hlavy státu ucházela znovu, její kandidatura byla oznámena ve stranickém časopise Lutte de Classe v čísle „prosinec 2020 – leden 2021“. Ani tentokrát neuspěla, získala pouze 0,6 % hlasů.